# Elám művészete

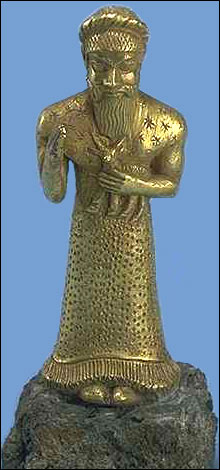
Elámi szobor

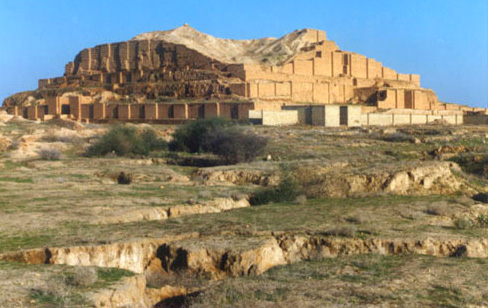
Čoga-Zanbīl zikkuratja

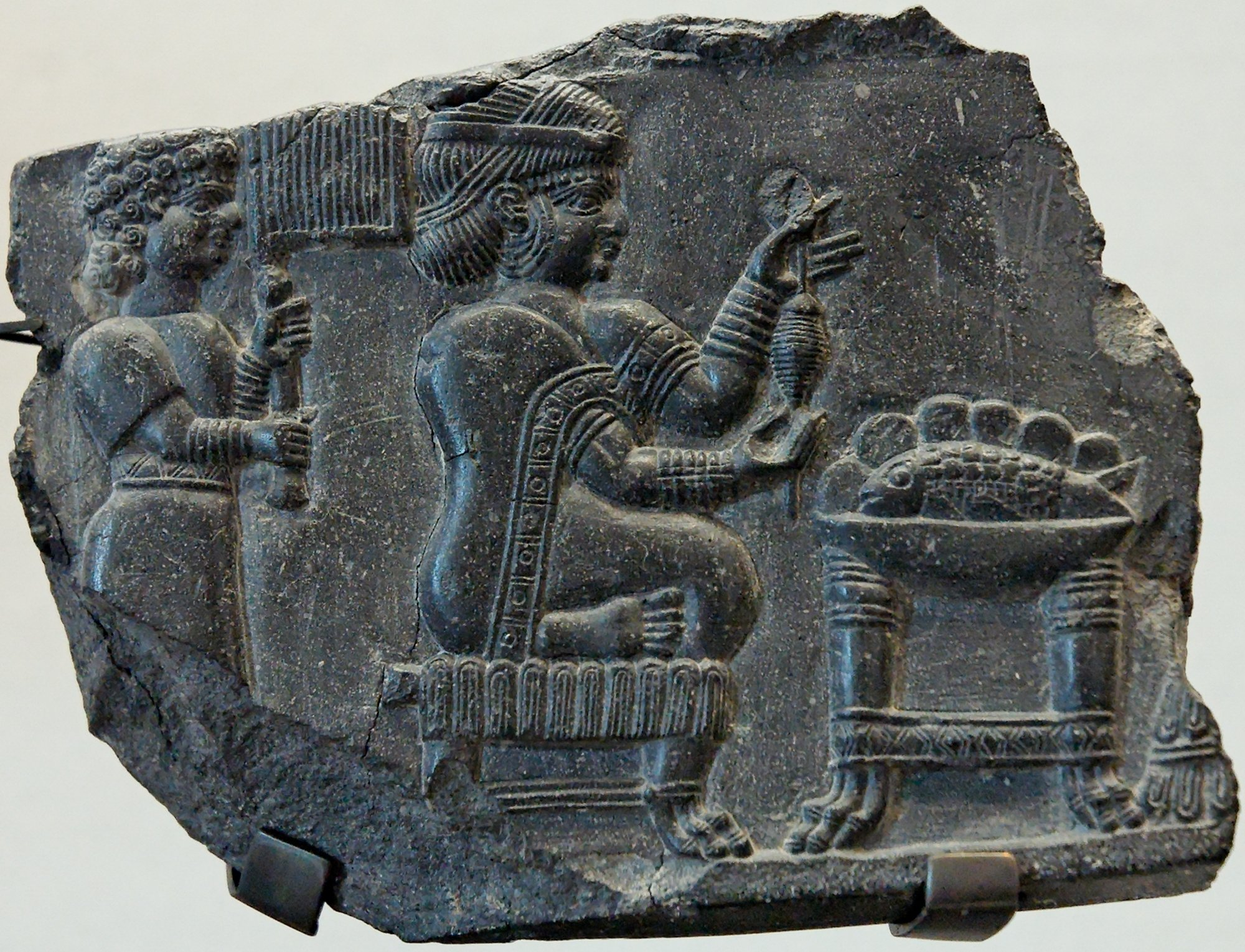
Szövő nő

Az ókori Elám államának művészete. Mivel Elám történelme és kultúrája Mezopotámiáéval együtt fejlődött, annak történetével és művészetével kell együtt vizsgálni. A legkorábbi idők emlékei (szobrok, pecslétlőhengerek, keramika) csak abban különböznek a Kr. e. 3. évezredi mezopotámiai alkotásoktól, hogy északabbra készültek.
Az elámi művészet fejlődése Puzur-Šuši király korában indult meg, bár nem függetlenül Mezopotámiától. Szúszában palota és templom épült ekkor, Kurambumból és Naksi Rusztamból pedig sziklába vájt domborművek kerültek elő, melyek stílusukban az Ur-beli III. dinasztiát követik.
Ezután fejlődött az elámi művészet önállóvá a Kr. e. 12-13. században, amikor Elám politikailag is önálló volt. Ekkor épült a Szúsza és Čoga-Zanbīl temploma, számos palota és zikkurat. A fémművesség is magas szintre jutott, erről Napirasu istennő szobra tanúskodik.
A Kr. e. 2. és 1. évezred fordulója homályos a kisszámú emlék miatt. Ezt követően viszont a Kr. e. 9-8. században az elámi művészet új fénykorát élte. Ekkor azonban nagyon erős volt az asszírok hatása. Domborműveik jelentősek: „Szövő nő”, Hanni király mālāmiri domborműve és Adda-Hamiti domborműve.
Kr. e. 7. század végén Elámot a médek foglalták el, az önállósággal együtt művészetük is megszűnt.